# Ashley Booth
Ashley Booth (Dundee, 1939 - ibídem, 23 de marzo de 2014) fue un futbolista británico que jugaba en la demarcación de defensa.

## Biografía
En 1961 a los 22 años de edad hizo su debut como futbolista con el Banks O' Dee FC. Jugó en el club durante una temporada antes de ser traspasado al St. Johnstone FC. Formó parte de las filas del equipo durante tres años, llegando a ganar la Primera División de Escocia en la temporada 1962/1963. Tras finalizar su contrato en 1965 se marchó al East Fife FC, donde finalizó su carrera deportiva un año después tras sufrir una grave lesión en los ligamentos de la rodilla, en un partido contra el Dumbarton FC, que le impidió seguir jugando.
Falleció el 23 de marzo de 2014 tras una larga enfermedad en el hospital de Ninewells en Dundee a los 74 años de edad.

## Clubes
| Club             | País    | Año         |
| ---------------- | ------- | ----------- |
| Banks O' Dee FC  | Escocia | 1961 - 1962 |
| St. Johnstone FC | Escocia | 1962 - 1965 |
| East Fife FC     | Escocia | 1965 - 1966 |

## Palmarés

### Campeonatos nacionales
| Título                      | Club             | País    | Año  |
| --------------------------- | ---------------- | ------- | ---- |
| Primera División de Escocia | St. Johnstone FC | Escocia | 1963 |